# 조어성 전투

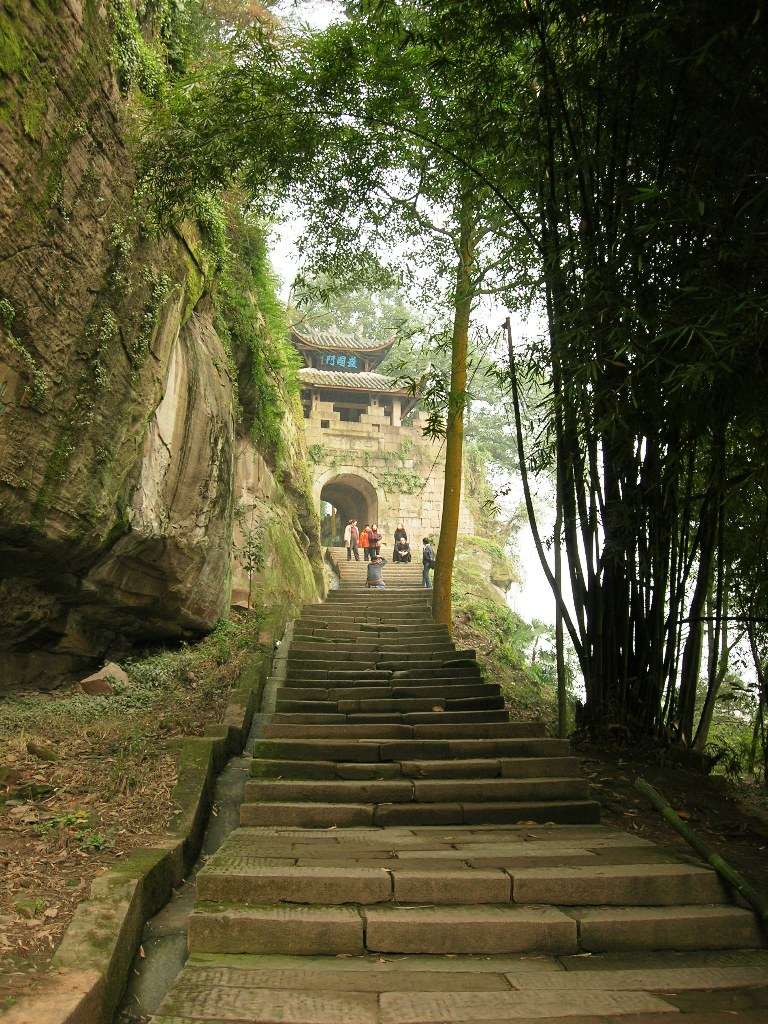
조어성

조어성 전투(釣魚城之戰)는 몽골제국의 남송 정복전쟁의 일부로서 1259년 송나라 조어성(충칭시 허촨구 소재)에서 일어난 전투다. 조어성 전투에서 송나라가 승리함으로써 남송의 수명이 연장되었다. 한편 조어성 전투에서 몽케 칸이 사망했는데, 이로써 몽케 칸은 정복 전쟁 중 죽은 유일한 몽골 칸이 되었다.